# Emily Perkins
Emily Jean Perkins (* 4. května 1977, Vancouver, Kanada) je kanadská herečka. Hrála v řadě amerických a kanadských seriálů a filmů, nejvíce se proslavila rolí Brigitte 'B' Fitzgerald v hororové trilogii Moje sestra vlkodlak.

## Biografie
Pochází ze tří dětí. Na základní škole projevovala zájem o divadlo a umění vůbec; v letech 1986 a 1987 chodila do dětského sboru Amadeus Childrens Choir, z divadelních a hereckých škol to byly Carousel Theatre (1987), Vancouver Youth Theatre (1987 až 1990) a Company of Rogues (1994) pod vedením herečky Christianne Hirt.

### Kariéra
Poprvé se objevila v hlavní roli filmu Malé oběti (Small Sacrifices) z roku 1989. V následujícím roce získala ocenění National Youth Achievement za role v televizním seriálu Mom P.I. a filmech Cokoliv za přežití (Anything to Survive) a To (It).
V dospělosti pokračovala její kariéra populárním seriálem Da Vinci's Inquest (který jí přinesl nominaci na nejlepší ženský herecký výkon v hostující roli a ocenění za vedlejší roli), hostováním v kultovních Akta X (The X-Files) nebo filmy jako Chladnokrevně (In Cold Blood) či Moje sestra vlkodlak. Byla to právě hlavní role v hororové řadě Moje sestra vlkodlak 1 (Ginger Snaps), Moje sestra vlkodlak 2 (Ginger Snaps: Unleashed) a Moje sestra vlkodlak 3 (Ginger Snaps Back: The Beginning), díky které Emily získala mnohá uznání a zástupy věrných fanoušků, nemluvě o ceně Španělského mezinárodního filmového festivalu. V roce 2006 si zahrála v teenagerovské komedii Super náhradník (She’s The Man).
Za svou kariéru Emily hrála s hvězdami jako jsou Katharine Isabelle, Matt LeBlanc či Al Pacino.

### Zajímavosti
Emily měří 163 cm a váží 47 kg. Má zelené oči a hnědé vlasy. Žije ve Vancouveru. Umí zpívat a hrát na piáno, baví jí tanec, bruslení a plachtění. Zajímá se o Buddhismus, psychologii a feminismus. Bojí se létání.
V roce 2004 adoptovala spolu se svým přítelem své dva bratrance (tehdy 10 a 13 let), o které se vlastní rodiče nebyli schopni starat.
Ve studijním roce 2005/2006 vyučovala na katedře Divadla, filmu a televizních studií na University of Wales v Aberystwyth.

## Seriálové role
- 1990 Mom P.I., role: Marie Sullivan
- 1993 The Odyssey (1. série, 12. díl „Welcome to the Tower“), role: členka rady
- 1998 The X-Files (5. série, 17. díl „All Souls“), dvojrole: Dara/Paula
- 1998 Da Vinci's Inquest (1. série, 9.díl „The Most Dangerous Time“), role: Carmen
- 2002 The Twilight Zone (1. série, 6. díl „Night Route“), role: Dina
- 2003 Mentors (3. série, 5. díl „Transition“), role: Mary Shelley
- 2004 Da Vinci's Inquest, role: Sue Lewis
- 2004 Dead Like Me (2. série, 15. díl „Haunted“), role: Josie Feldman

## Filmové role
- 1989 Small Sacrifices (Karen Downs)
- 1989 Little Golden Bookland (Katy Caboose - zde pouze hlas)
- 1990 Anything to Survive (Krista)
- 1990 It (Beverly Marsh)
- 1993 Miracle on I-880 (Desiree Helm)
- 1993 Woman on the Ledge (Abby)
- 1994 Moment of Truth: Broken Pledges (Suzanne Stevens)
- 1996 In Cold Blood (Kathy Ewalt)
- 1998 Past Perfect role: Karen Daniels
- 2000 Ginger Snaps (Brigitte 'B' Fitzgerald)
- 2001 Prozac Nation (Ellen)
- 2001 Christy: A New Beginning (Zady Spencer)
- 2001 Christy: Return to Cutter Gap (Zady Spencer)
- 2002 Insomnia (dívka na pohřbu)
- 2004 Ginger Snaps: Unleashed (Brigitte 'B' Fitzgerald)
- 2004 Ginger Snaps Back: The Beginning (Brigitte)
- 2006 She’s the man (Eunice)

## Ocenění
- 1990 YTV National Youth Achievement Award in Acting (To, Anything to survive, Mom P.I.)
- 2001 International Film Festival; Malaga, Španělsko, nejlepší herečka (Ginger snaps)
- 2003 Leo award; nejlepší ženský herecký výkon ve vedlejší roli (Da Vinci's Inquest)
- 2004 Leo award; nominace na nejlepší ženský herecký výkon v hostující roli (Da Vinci's Inquest)